# Tina Girouard
Tina Girouard (* 26. Mai 1946 in DeQuincy, Calcasieu Parish in Louisiana; † 21. April 2020 in Cecilia, Louisiana) war eine US-amerikanische multimediale Künstlerin.

## Leben
Girouard wurde 1946 in DeQuincy in Louisiana geboren und lebte lange Zeit in New York City. 1971 wurde von ihr das Restaurant Food in SoHo (Manhattan) zusammen mit Caroline Goodden, Rachel Lew, Suzanne Harris und Gordon Matta-Clark gegründet. Zusätzlich zu ihren eigenen künstlerischen Werken arbeitete sie in Performances, Videos und Filmen u. a. mit Keith Sonnier, Richard Serra, Lawrence Weiner, Laurie Anderson, Deborah Hay und mit Gordon Matta-Clark. Girouard war Gründungsmitglied von P.S.1.
Vornehmlich arbeitete sie mit nicht-traditionellen Materialien wie Tapete, Linoleum, Textilien, gestanztem Blech, Pailletten, aber auch mit klassischen Materialien wie Ölfarben auf Leinwand. Sie lebte und arbeitete in Port-au-Prince, Haiti und New Orleans.

## Ausstellungen
- 1977: Documenta 6, Kassel
- 1977: Biennale von Paris, Paris
- 1978: Künstlerschaufenster, steirischer herbst, Graz
- 1980: 39. Biennale Venedig, Venedig
- 1980: Institute of Contemporary Arts, Philadelphia
- 1981: New Museum of Contemporary Art, New York City
- 1982: Kunstenaars Centrum Middelburg
- 1983: Rufino Tamayo Museum in Mexiko-Stadt
- 2004: CUE Art Foundation, New York City[5]